# Астор, Уильям, 4-й виконт Астор
Уильям Уолдорф Астор III, 4-й виконт Астор (англ. William Waldorf Astor III, 4th Viscount Astor; род. 27 декабря 1951 года) — британский бизнесмен и политик, консервативный наследственный пэр в Палате лордов. Он является членом семьи Астор, которая известна своей известностью в бизнесе, обществе и политике как в Соединённых Штатах, так и в Соединённом королевстве.

## Биография
Родился 27 декабря 1951 года. Единственный сын Уильяма Астора, 3-го виконта Астора (1907—1966), и Сары Нортон (1920—2013). От более поздних браков отца у него есть три младшие сводные сестры: Эмили (р. 1956), Джанет (р. 1961) и Полина (р. 1964). После повторного брака его матери с Томасом Майклом Бэрингом у него есть младший сводный брат по имени Эдвард Ричард Филип Бэринг (р. в сентябре 1962). Он получил образование в Итонском колледже.
Уильям Астор был лордом-в-ожидании (кнут Палаты лордов) с 1990 года по 1993 год. Затем он был назначен парламентским заместителем министра социального обеспечения. В 1994 году он перешел в министерство национального наследия, где служил до ухода из правительства в 1995 году.
Он был членом Совета основателей Американского института Розермера при Оксфордском университете.
Виконт Астор является председателем Silvergate Media и директором Networkers Plc (с 2007 года) и попечителем галереи Стэнли Спенсера в Кукхэме.
Виконт Астор был ранним противником проекта высокоскоростной железной дороги HS2.

## Брак и дети
14 января 1976 года Уильям Астор женился на Аннабель Астор (род. 14 августа 1948), дочери Тимоти Ангуса Джонса и Патриции Дэвид Пандоры Клиффорд. У них трое детей:
- Достопочтенная Флора Кэтрин Астор (р. 7 июня 1976), она вышла замуж за Александра Райкрофта в сентябре 2006 года и родила троих детей.
- Достопочтенный Уильям Уолдорф «Уилл» Астор IV (р. 18 января 1979), женился на Лохрали Штуц 5 сентября 2009 года и имел четверых детей.
- Достопочтенный Джеймс Джейкоб Астор (р. 1981), который женился на Виктории Харгривз 13 сентября 2014 года и имел троих детей.

Наследником виконтства является его старший сын Уилл.
Отчимом его жены Аннабель был его дядя Майкл Астор (1916—1980).
Виконтесса Астор ранее была замужем за сэром Реджинальдом Шеффилдом, 8-м баронетом (р. 1946), от которого она является матерью Саманты Кэмерон, жены бывшего премьер-министра Великобритании Дэвида Кэмерона.